# Esto lo cambia todo
Esto lo cambia todo. El capitalismo contra el clima (This Changes Everything: Capitalism vs. the Climate) es el cuarto libro de la periodista canadiense Naomi Klein, publicado en 2014 por Simon & Schuster. En este ensayo, Klein sostiene que la crisis del clima no puede ser abordada en la era actual del fundamentalismo de mercado propio del neoliberalismo, que fomenta el consumo despilfarrador y que se ha traducido en mega-fusiones y acuerdos comerciales hostiles al medio ambiente.
Debutó en el quinto lugar de la lista de los más vendidos de New York Times el 5 de octubre de 2014.
Un documental basado en el libro fue dirigido por Avi Lewis y producido por Alfonso Cuarón, Danny Glover y Seth MacFarlane.

## Recepción
El libro ganó la edición de 2014 del Hilary Weston Writers' Trust Prize for Nonfiction, y fue nominado candidato para el Shaughnessy Cohen Prize for Political Writing de 2015.
En el The New York Times Book Review, Rob Nixon escribió que Esto lo cambia todo «es el libro sobre medio ambiente más trascendental y polémico desde Primavera silenciosa». También fue incluido en su lista de los 100 libros más notables del 2014.
En Monthly Review, los profesores John Bellamy Foster y Brett Clark elogiaron el libro, escribiendo que «Klein, que en No logo marcó el comienzo de una nueva crítica generacional a la cultura de los commodities, y que en La doctrina del shock se estableció como quizás la crítica más prominente en América del Norte del desastre del capitalismo neoliberal, las señales que ella entrega, siguiendo la famosa metáfora de William Morris, cruzan el "río de fuego" para convertirse en una crítica del capitalismo. La razón es el cambio climático, incluyendo el hecho de que hemos esperado demasiado tiempo para abordarla, y la realidad de que nada menos que una revolución ecológica va a hacer el trabajo». Foster y Clark también proporcionan un detallado análisis de los contra-argumentos en respuesta a lo que ellos llaman los «liberales críticos» del libro.
Michael Signer escribió en The Daily Beast: «El libro de Klein promete cambiar todo. Pero para cualquier persona que cree en el capitalismo y el liderazgo político, su libro no va a cambiar nada en absoluto».